# Муниципальные выборы в Санкт-Петербурге (2014)
Выборы депутатов муниципальных образований в Санкт-Петербурге прошли в единый день голосования 14 сентября 2014 года.
Всего в Санкт-Петербурге существует 111 муниципальных образований. Выборы прошли в 107 из них. Должно было быть избрано 1525 депутатов. 

## Законодательство
В каждом муниципальном образовании выборы назначаются его муниципальным советом не ранее чем за 90 дней и не позднее чем за 80 дней до дня голосования.
Для выдвижения кандидату необходимо предоставить в избирательную комиссию муниципального образования:
- заявление в письменной форме;
- копию паспорта и других документов, подтверждающих указанные в заявлении данные;
- сведения о доходах и имуществе;

Кандидат может выдвигаться либо как самовыдвиженец, либо как представитель политической партии или общественного движения.
Самовыдвиженцы и представители партий, не набравших на выборах необходимого количества голосов, должны подтвердить поддержку их выдвижения избирателями путём сбора подписей.
Количество необходимых подписей составляет 0,5 % от числа избирателей, зарегистрированных на территории избирательного округа, но не менее 10. Количество сданных подписей может быть больше, но не более чем на 10 процентов.

## Регистрация кандидатов
Председатель Санкт-Петербургской избирательной комиссии (СПбИК) Алексей Пучнин за год до начала избирательных кампаний 8 мая 2013 года дал оценку предстоящим выборам.
Муниципальные выборы в 2014 году будут самыми интересными местными выборами в истории города.Председатель СПбИК Алексей Пучнин
Многие кандидаты столкнулись с проблемами уже на этапе регистрации. В СМИ появилось много сообщений о невозможности найти избирательную комиссию и о странных очередях в помещениях комиссий.
Жалобы дошли до центральной избирательной комиссии, и председатель комиссии Чуров обратился с письмом к прокурору Санкт-Петербурга, в котором признал факт ряда нарушений и попросил помощи в осуществлении контроля за соблюдением избирательных прав граждан.
Жалобы получил и уполномоченный по правам человека в Санкт-Петербурге Александр Шишлов. Некоторые из них нашли подтверждение при выездных проверках. В частности в муниципальных образованиях Парнас и Сампсониевское, Московская застава и Пулковский меридиан, в муниципальном образовании № 65.
18 июля председатель горизбиркома Алексей Пучнин сообщил, что более 4,5 тыс. человек изъявили желание стать муниципальными депутатами.
22 июля на совместной пресс-конференции представители «Яблока», КПРФ, Гражданской платформы и Справедливой России подвели итоги регистрации кандидатов. По их словам значительное число кандидатов столкнулось с проблемами. От Справедливой России удалось зарегистрироваться только 327 из 918 кандидатов. От КПРФ — 496 из 600. От Гражданской платформы — 23 из 44.
7 августа председатель горизбиркома Алексей Пучнин подвёл официальные итоги регистрации кандидатов. Избирательные комиссии зарегистрировали 3739 кандидатов. Всего было выдвинуто на выборы 5026 кандидатов от 21 политической партии.

## Голосование
3 сентября началось досрочное голосование в избирательных комиссиях муниципальных образований. Во многих из них уже в первый день было замечено большое количество голосующих и нарушений.
9 сентября представители партии Яблоко и Справедливая Россия на совместной пресс-конференции выступили с предложением признать результаты досрочного голосования недействительными в связи с многочисленными нарушениями.
10 сентября началось досрочное голосование на избирательных участках.

## Итоги
18 сентября глава городской избирательной комиссии Алексей Пучнин сообщил, что выборы во всех муниципальных образованиях состоялись. Больше всех мандатов получили представители партии «Единая Россия» — 1187. Самовыдвиженцы получили 200 мандатов, ЛДПР — 58, «Справедливая Россия» — 30, КПРФ — 24, «Коммунисты России» — 8, партия «Великое отечество» — 7, «Трудовая партия России» — 7, «Гражданская платформа» — 3, «Родина» — 1. Таким образом ни одна оппозиционная политическая сила не смогла провести в муниципальные советы необходимое количество депутатов, чтобы обеспечить прохождение муниципального фильтра своему кандидату на следующих выборах губернатора.  
17 сентября 14 депутатов законодательного собрания Санкт-Петербурга выступили с заявлением о том, что не признают итоги выборов как губернатора Санкт-Петербурга, так и депутатов муниципальных советов Санкт-Петербурга, ввиду массовых нарушений при проведении этих выборов и определении их результатов.
Председатель центральной избирательной комиссии Владимир Чуров также заявил, что Санкт-Петербург стал лидером по количеству нарушений на прошедших 14 сентября выборах.
24 сентября движение Голос опубликовало заявление, в котором проведён анализ опубликованных итогов выборов и сделан вывод о том, что на выборах в Санкт-Петербурге 14 сентября 2014 года было осуществлено тотальное искажение волеизъявления избирателей.